# جکسون (کالیفرنیا)
جکسون (به انگلیسی: Jackson) شهری در شهرستان آمادور ایالت کالیفرنیا است که در سرشماری سال ۲۰۱۰ میلادی، ۴۶۵۱ نفر جمعیت داشته است.

## نگارخانه

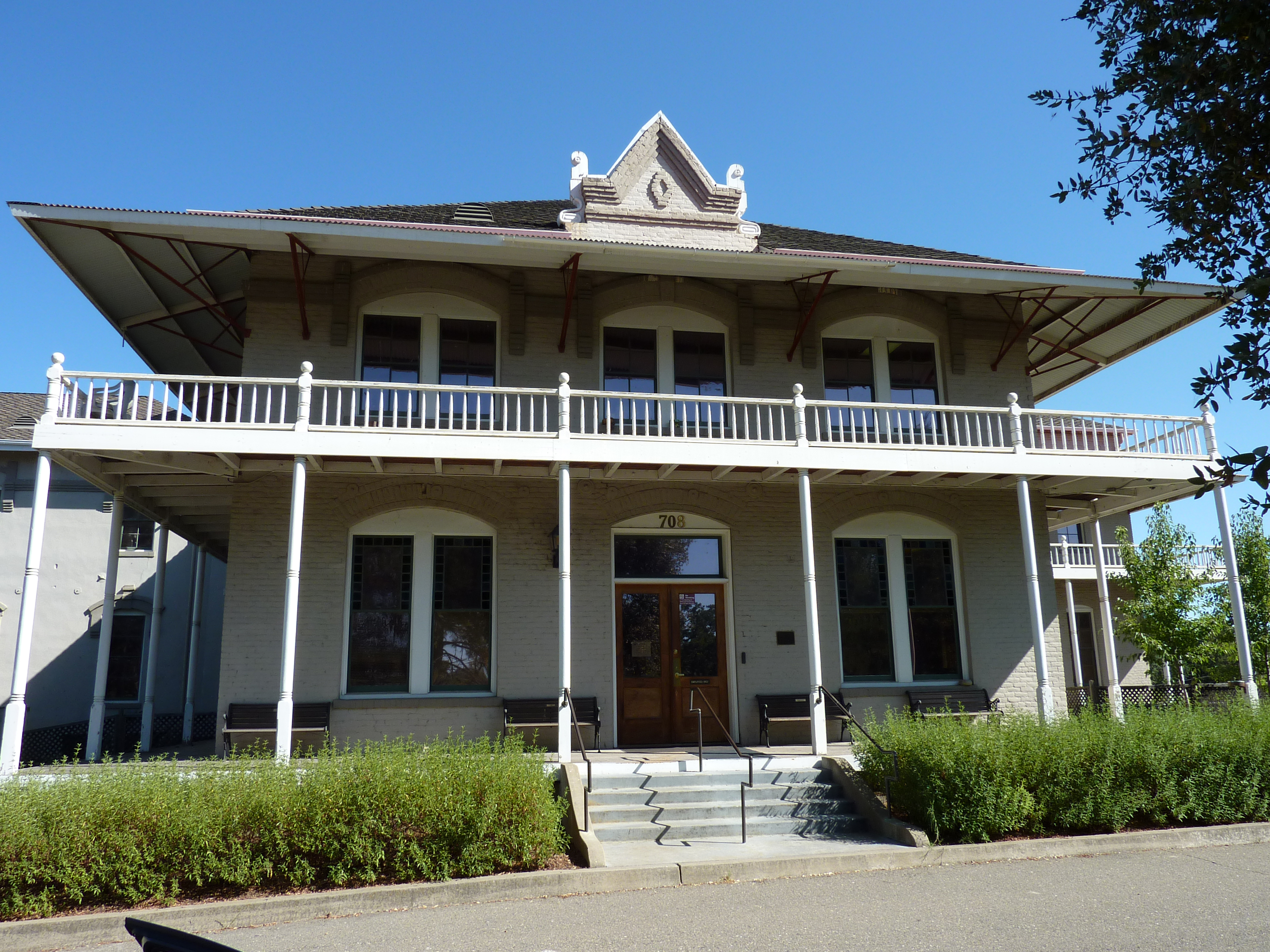
Amador County Hospital Building
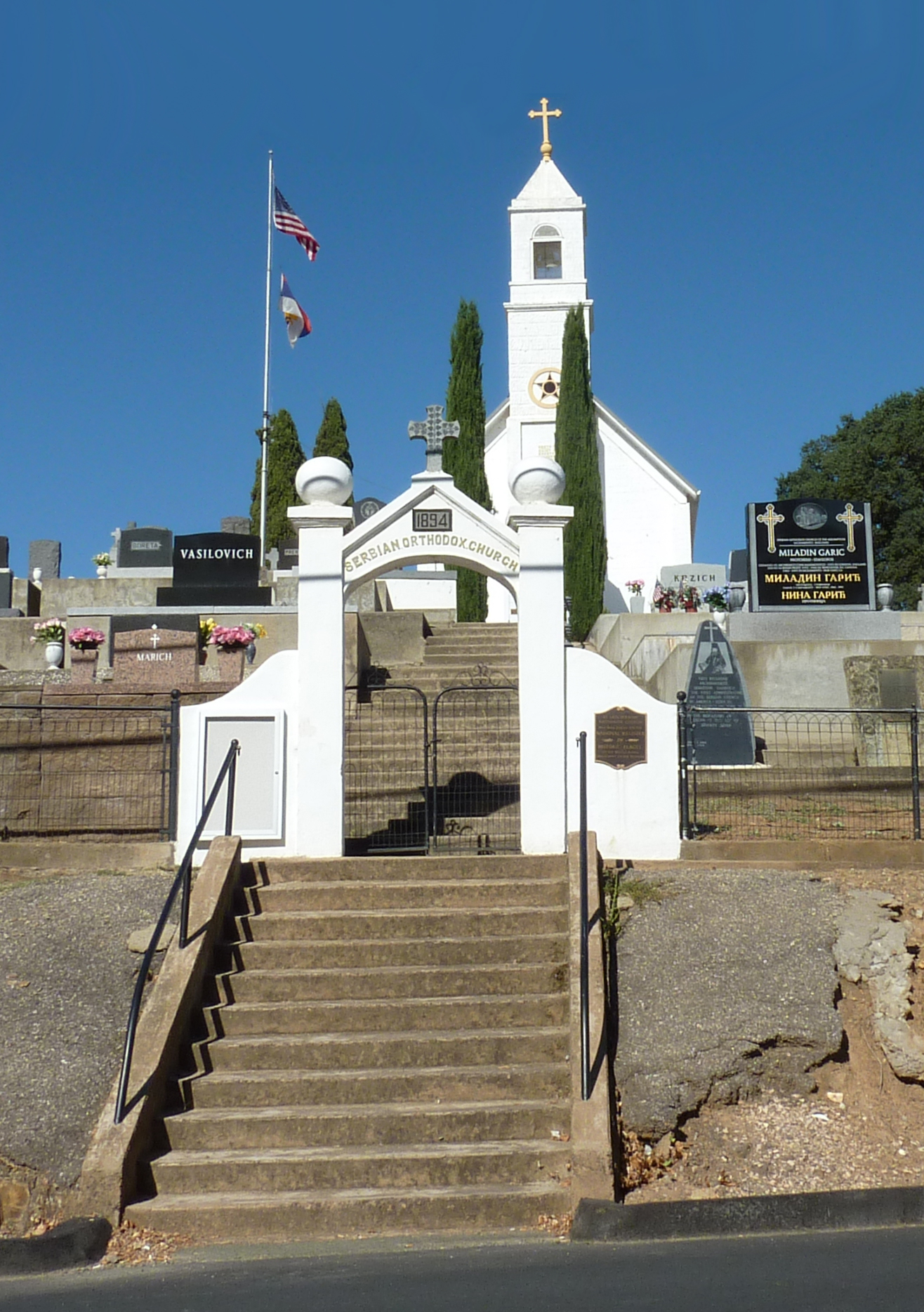
Saint Sava Serbian Orthodox Church
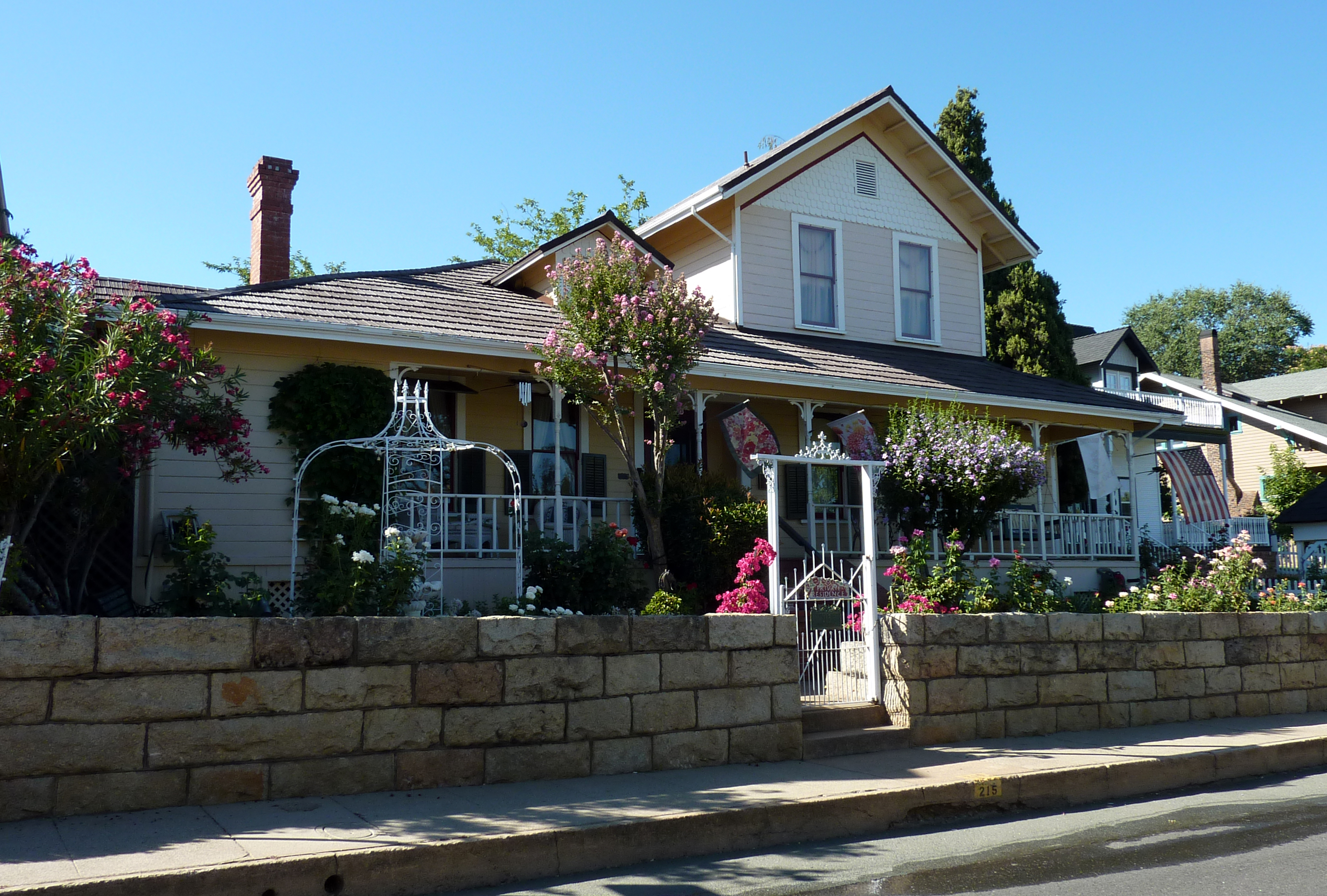
Grace Blair DePue House and Indian Museum